# Lewaszówka (Mazovia)
Lewaszówka [pronunciación en polaco: /lɛvaˈʂufka/] es un pueblo ubicado en el distrito administrativo de Gmina Jastrzębia, dentro del Condado de Radom, Voivodato de Mazovia, en el este de Polonia central. Se encuentra aproximadamente a 9 kilómetros al noreste de Jastrzębia, a 21 kilómetros al noreste de Radom, y a 78 kilómetros al sur de Varsovia.